# Velké schizma
Velké schizma označuje rozkol v rané neboli prvotní církvi, který vyústil v rozdělení církve na dvě větve; dnešní tzv. západní (tj. katolickou) a na ni navazující církevní směry vč. protestantských a tzv. východní (tj. pravoslavnou čili ortodoxní). Obvykle se schizma datuje od roku 1054, kdy kardinál Humbert de Silva Candida exkomunikoval konstantinopolského patriarchu Michaela Kerullaria a všechny, kteří s ním stejně smýšlejí (tedy prakticky celou Východní církev), který v reakci na to exkomunikoval konkrétní původce klatby, papežské legáty, ale nikoliv už tehdejšího papeže sv. Lva IX., který je poslal. Na celé schizma existují dva různé pohledy ze schizmatu oddělených církví resp. skupin.

## Pohled katolické církve

### Východiska schizmatu

Schéma rozdělení Rané církve a mj. Velkého schizmatu na katolickou a pravoslavnou větev a následný další vývoj

Ke schizmatu však vedlo již předchozí dlouhé období vzájemného odcizení obyvatelstva bývalých dvou polovin Římské říše. Prvotní příčinou schizmatu byly spory o autoritu papeže, který si nárokoval moc nad ostatními čtyřmi starověkými patriarcháty na Východě, ačkoli mu východní patriarchové přiznávali jurisdikci pouze nad západním patriarchátem římským. Kromě odlišných zvyklostí církevního života a liturgie byla východním křesťanům trnem v oku západní praxe vkládat do Nicejsko-konstantinopolského vyznání věroučně odchylné znění v podobě slova filioque, které zde původně obsaženo nebylo. Výrazným důvodem však byly i důvody jazykové, neboť obě poloviny církve již nerozuměly jednotlivým nuancím řeckého, resp. latinského jazyka a myšlení.
V první polovině 11. století panovaly mezi papežskou kurií a konstantinopolským císařským dvorem a patriarchátem vcelku korektní vztahy. Hlavním iniciátorem nového konfliktu se stal patriarcha Michael Kerullarios. Roku 1052 nechal jako odvetu za snahu papežství získat pod svoji jurisdikci jižní Itálii, kterou měla jako své území Byzantská říše, uzavřít latinské kostely v Konstantinopoli, které sloužily Varjagům z císařské gardy a italským kupcům. Z jeho podnětu tak opětně vzplála polemika o odlišnostech mezi východní a západní církví v oblasti dogmatu i právní a disciplinární praxe. Papež Lev IX. však měl snahu řešit konflikt smírně stejně jako byzantský císař Konstantin IX. Monomachos. Definitivní rozkol paradoxně následoval akci, která měla situaci naopak uklidnit.

### Okolnosti vyhlášení schizmatu

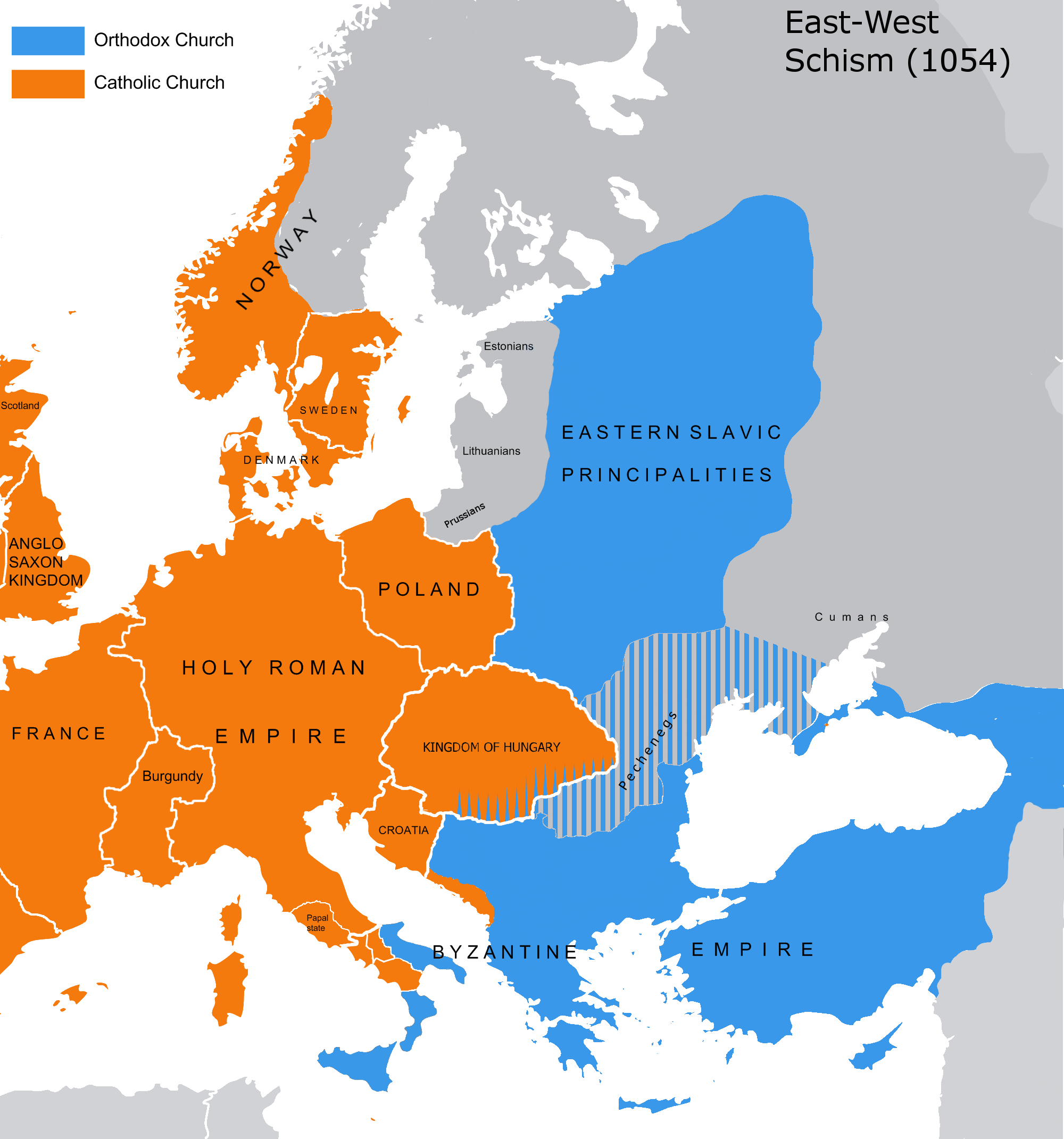
Evropa před schizmatem, vyjadřující barvou ritus slavení liturgie v rámci jediné církve (angl. popisek je nepřesný)

Na jaře 1054 přijelo do Konstantinopole papežské poselstvo v čele s kardinálem Humbertem de Silva Candida, který se svojí ctižádostivou a neústupnou povahou v mnohém podobal zdejšímu patriarchovi. Kerullarios neuznal hodnověrnost vyslanců a prohlásil papežův list, který s sebou přivezli, za podvrh, čímž jednání na samém počátku značně zkomplikoval. V bezvýchodné situaci položili papežští legáti na oltář ve chrámu Boží moudrosti papežskou bulu a odjeli nazpět do Říma. Kromě toho, že tento dokument exkomunikoval patriarchu a jeho stoupence, obsahoval řadu nehorázných tvrzení o východní církvi, takže se dokonce sám císař domníval, že jde o Kerullariův podvrh. Jenže veřejné mínění se postavilo na patriarchovu stranu a nutilo Konstantina zaujmout jednoznačný postoj. Synoda svolaná do Konstantinopole prohlásila papežské legáty za exkomunikované a přikázala bulu slavnostně spálit. To považovali v Římě za konečné řešení.

### Následky schizmatu

Západní vyjádření Svaté trojice v heraldice

Přestože v dané chvíli šlo především o osobní ambice aktérů těchto událostí, bylo vypuknutí schismatu nevyhnutelným důsledkem po staletí se prohlubujících rozdílů mezi východním řeckým a západním latinským civilizačním okruhem. Představa o existenci jedné církve se ukázala být fikcí, reálnou existenci dvou císařství následovalo formování dvou církevních organizací. Na tom nic nemění skutečnost, že současníci nemuseli vnímat církevní rozkol jako definitivní. Vzhledem k tomu, že se tehdejší dějepisci zmiňují o těchto událostech jen sporadicky a nepřikládají mu význam, lze předpokládat, že pozornost současníků byla upřena k jiným dramatickým událostem, o které v té době nebyla nouze.

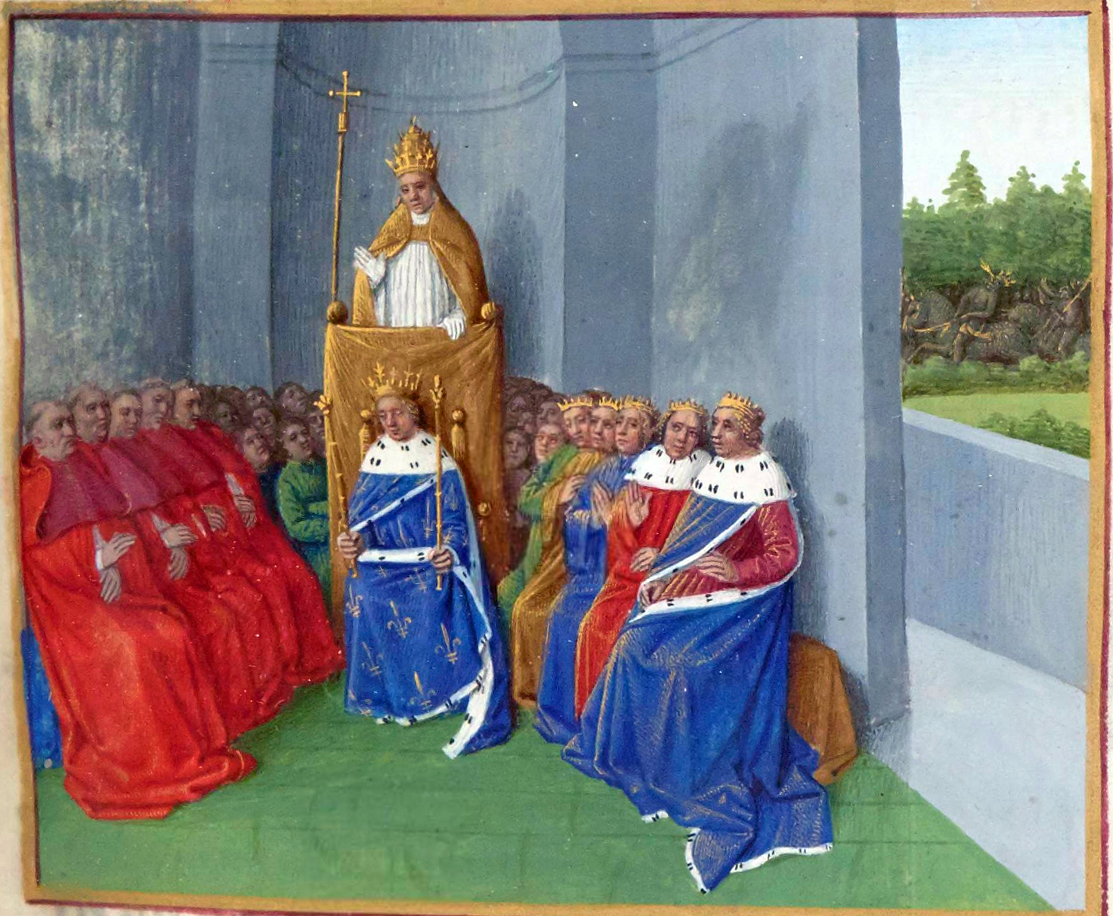
Papež Urban II. vyzývá ke křížové výpravě

Události roku 1054 byly na Východě všeobecně chápány jako další dočasné schizma, způsobené tím, že papežský stolec okupovali neinformovaní a nevzdělaní Němci. Touto představou otřáslo, když na základě úspěchů první křížové výpravy byli vyhnáni pravoslavní patriarchové v Antiochii a Jeruzalémě a nahrazeni latinskými preláty (1099).
Formální schizma se stalo skutečným, když křižáci na čtvrté křížové výpravě dobyli Konstantinopol (1204), rozbili jednotu říše a založili zde latinské císařství. Nenáviděný okupační režim vedl k prohloubení rozkolu mezi Východem a Západem. Tomu přispěl i fakt, že papež Inocenc III. (1198–1216) nebyl ochoten odsoudit toto západní dobrodružství dostatečně účinně. Naopak jmenoval Benátčana Thomase Morosiniho konstantinopolským patriarchou.

### Přetrvávající neshody východních a západních křesťanů
Velké napětí mezi katolíky a pravoslavnými panuje na Balkáně, což je způsobeno zejména nacionálními vášněmi mezi katolickými Chorvaty a pravoslavnými Srby.
Špatné vztahy panují také ve východní Evropě, zejména v Rusku, které ruská pravoslavná církev považuje za své kanonické území a nelibě nese struktury katolických církví, které zde působí. Přitom sama západní Evropu, kde sama zakládá své farnosti, za takto kanonické území neuznává.
Stálým zvláštním ohniskem sporů jsou východní katolické církve, které sdílejí se svými pravoslavnými protějšky bohoslužebný ritus a jsou zpravidla bývalými částmi pravoslavné církve. Nejzřetelnější je tento problém v zemích bývalého východního bloku, kde je zvýrazněn majetkovými spory, které mají původ v násilném připojení několika řeckokatolických církví k pravoslavné církvi ve 40. a 50. letech 20. století.

### Pokusy o smíření z katolického (západního) pohledu
V průběhu 2. tisíciletí docházelo k více pokusům o znovusjednocení církve (2. lyonský koncil, koncil v Basileji, Ferraře a Florencii), avšak až na východní katolické církve nedošlo k posunu v nastolení církevního společenství.
Zlepšení vztahů přineslo až 20. století. Dne 7. prosince 1965 římský (katolický) papež Pavel VI. a konstantinopolský patriarcha Athenagoras vzájemnou exkomunikaci vyhlášenou jejich předchůdci sňali (ohlášeno už v roce 1964, při 910. výročí začátku schizmatu). V té souvislosti také římský (katolický) papež Pavel VI. zrušil všechny tři titulární latinské patriarcháty – konstantinopolský, antiochijský a alexandrijský. Toto odvolání však neznamená dosud nastolení církevní jednoty mezi katolickou církví a pravoslavím. Avšak ve snaze vyjít vstříc jednotě křesťanů papež Jan Pavel II. 27. listopadu 2004 navrátil do Konstantinopole (tj. Istanbulu) ostatky svatých patriarchů Jóanna Chrysostoma (Jana Zlatoústého) a Grégoria z Nazianzu (Řehoře Naziánského), z nichž první odtud byly odneseny při vyplenění města křižáky roku 1204, druhé přineseny byzantskými mnichy v 8. století. Konstantinopolský patriarcha Bartholomeos I. spolu s dalšími představiteli východních církví se zúčastnili pohřbu Jana Pavla II. 8. dubna 2005. Bylo to poprvé po mnoha staletích, kdy se východní patriarcha zúčastnil pohřbu papeže a je to považováno za vážné znamení, že dialog, který v budoucnu může vést ke znovunastolení církevní jednoty mezi Východem a Západem, může začít.

## Pohled pravoslavné církve

### Okolnosti vyhlášení schizmatu – východní pohled

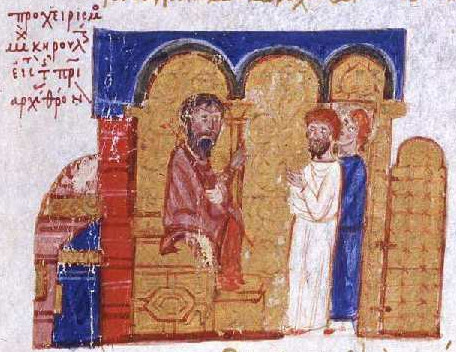
Patriarcha Michael Kerullarios a kardinál Humbert de Silva Candida

Na přelomu 10. a 11. století se začaly ve východní církvi objevovat polemické spisy proti římským novotám (zvláště proti filioque). Mezi jejich autory byl později i patriarcha Michael. Všechny tyto spisy byly vedeny v mírném tónu a novoty západní církve zde byly označovány jemně jako odchylky od apoštolské tradice. Na polemiku východních teologů však reagoval nový papež Lev IX. velice ostře, protože tím byla zpochybňována nová církevní linie pozdvižení autority římského biskupa. Srážka byla nevyhnutelná.
Za začátek konfliktu je označováno rozhodnutí patriarchy Michaela zavřít latinské chrámy a kláštery v Konstantinopoli (východní křesťané jakkoliv milovali svůj obřad, nevnucovali jej jiným církvím, takže na Východě se místy sloužilo i latinsky). Jedním důvodem tohoto kroku byla skutečnost, že západní novoty, ba hereze (především filioque), začaly z latinských středisek pronikat do některých řeckých chrámů v Konstantinopoli. Patriarcha nařídil, aby se římské kláštery v Konstantinopoli držely řeckých zvyklostí a nevnášely do církve novoty; latiníci neposlechli.
S tím souvisejí problémy v jižní Itálii, která celá patřila pod církevní správu řeckou, protože tam žili Řekové. Ve 40. letech 11. století však začal papež ve spojenectví s Němci energicky vytlačovat Řeky z Itálie. Původně řecký exarchát (s centrem v Ravenně) Karlovci „dali“ papežovi darem, a tak vznikl základ papežského státu. Papež Lev IX. pojal koncepci vytlačit odsud obřad řecko-východní a zavést zde obřad latinský v naději, že jižní Itálie se časem dostane do jeho moci. Papež dokonce vysvětil pro Sicílii (odedávna řeckou) svého latinského arcibiskupa. Dále zde byly zákulisní machinace s řeckým správcem byzantského (tj. východořímského) území v Itálii, který nakonec rozšiřoval latinský obřad mezi italskými Řeky. Do toho se vložili Normani, kteří se dostali do jižní Itálie a vedli zde soustavný boj proti Byzantincům – postupně vítězili a papež na to nehleděl nikterak nepřátelsky ani neodmítal jejich vítězství; Normani byli sice piráti, ale patřili k latinské církvi. Obsazené oblasti tak přecházely pod latinskou správu a řecké bohoslužby zde byly zakazované. Množství Řeků v Itálii nebylo zanedbatelné, existovalo zde několik celých metropolí, desítky biskupství s řeckými biskupy a řecké kláštery. Doposud zde řecká bohoslužba nikomu nevadila, teď však začala tvrdá latinizace. Dříve existovala koexistence obřadů na Východě i na Západě, nyní však začali reformní papežové v zájmu upevnění moci disciplinárně prosazovat jednotu i v bohoslužbách.
Patriarcha Michael měl povinnost protestovat proti tomu, jak se papež chová k řeckým věřícím. Nakonec se musel uchýlit k ostrému odvetnému kroku – uzavřít latinské chrámy a kláštery v Cařihradě. Od tohoto okamžiku začíná patriarcha dle své pastýřské povinnosti upozorňovat své věřící na otázky čistoty víry a zřejmě na jeho popud je sestaven list proti latiníkům (autorem je bulharský metropolita Lev Ochridský), zde jsou latinské novoty odsuzovány. Adresován byl list právě do jižní Itálie, zdejším Řekům, jako pomoc proti latinizaci a k rozpoznání nesprávnosti latinských odchylek a novot. Kardinál Humbert, hlavní papežský tajemník a horlivý latiník, přeložil list do latiny; avšak uměl velice špatně řecky, takže podle toho překlad vypadal. Když jej doručil papežovi, stal se tento list jiskrou.

### Následky schizmatu
Papež byl v tu dobu vězněn, ale bylo mu umožňováno vykonávat církevní agendu. Pod Humbertovým vlivem vyhodnotil poselství konstantinopolského patriarchy jihoitalským Řekům jako záležitost dalekosáhlého významu. Reakce byla ostrá – papežova odpověď zaslaná do Byzance byla formálně bez zdvořilostních náležitostí. Jednalo se vlastně o dva listy, jejichž obsah však tvoří jediné poselství římského papeže Východu. Mj. je patriarchovi konstantinopolskému učiněna tvrdá výtka, že se odvažuje poučovat papeže, který je nad něho vyvýšený, což je prý neslýchaná drzost. Dále papež činí spoustu výpadů proti východní církvi. Hlavním obsahem je obhajoba papežova primátu nad celou všeobecnou církví na základě privilegií apoštola Petra. Nejdůkladněji se zaobírá tezí, že papež je taktéž světským vladařem. V porovnání s římskou církví je prý ta konstantinopolská úplně bezvýznamná a papež jim to chce dokázat. Kromě toho papež obviňuje Řeky, že prý pokazili symbol víry. Dále je zde mnoho osobních urážek atd. atp. Nakonec papež tvrdí, že soudit římskou církev není dovoleno žádnému smrtelníkovi. List dokumentuje vše, oč se opírala středověká ideologie papežské monarchie. Listy zatím nebyly odeslány.
V této době přišly do Říma dva listy z Byzance, oba ve velice mírném tónu. Jeden od císaře, který chtěl získat papeže pro spolupráci v jižní Itálii, takže psal velice srdečně. Druhý od patriarchy, který vyzníval smířlivě a pomlčoval o sporných otázkách; vyzýval k upevnění jednoty. Slíbil zapsat jméno papeže do církevních seznamů, když bude jméno konstantinopolského patriarchy v římských církevních seznamech (tzv. „diptychy“, tam byla uvedena jména církevních představitelů, s nimiž je církevní jednota; vymazat jméno nějakého biskupa z diptychu znamenalo přerušit s ním církevní společenství). Michael tituloval papeže jako „bratra“ a sám se podepsal jako „ekumenický patriarcha“, což papežova kancelář přeložila obratem „in orbe terrarum“ (celého světa). Byl to však omyl, protože οικουμένη (původně „civilizovaný svět“) znamenalo v řeckém chápání jen byzantský stát; byzantští patriarchové tomuto titulu nikdy nepřikládali širší smysl.
Zdá se, že papež vyhodnotil smířlivý tón byzantských listů jako slabost a rozhodl se jí využít. Pověřil tedy kardinála Humberta vedením delegace, kterou s výše zmíněnou odpovědí poslal do Konstantinopole. Cestoval s ním také kardinál Fridrich Lotrinský (pozdější papež Štěpán IX.). Všichni poslové vynikali zaujetím proti Byzanci a pevně věřili v pravdivost falešných dokumentů, jimiž se tehdy (i později) potvrzovaly nároky papežství (pseudoisidorské dekretálie, „dar Konstantinův“ a další.) Jejich osobní vystupování bylo tak hrubě bezohledné, že to na Východě vzbuzovalo všeobecný úžas a odpor.
Západní autoři té doby se o kardinálovi Humbertovi vyjadřují pochvalně, že proklel „neposlušné Řeky“ a tento názor zapustil v mentalitě Západu hluboké kořeny. Z těchto kořenů později vyrostl způsob, jak byly na Východě prosazovány zájmy západní církve – čili křižácké války. O Humbertovi pravoslavní historikové píší, že to byl člověk „energický, rozhodný, pyšný, násilnický a všeho schopný“. Pozoruhodné je, že ačkoli ještě Syllabus errorum papeže Pia IX. z roku 1864 zavrhuje tezi o spoluodpovědnosti katolické církve za rozkol, současní římskokatoličtí dějepisci se nepokoušejí legáta Humberta hájit. Jeho blízkost k papežům a předchozí důvěrné úkoly, které mu papežové svěřovali a jejichž intence znal, a celková jeho aktivita v papežské kurii – to vše je důkazem, že jeho neblahý čin, církevní rozkol, nebyl jen jeho osobní akcí, ale byl v souladu s celkovým zaměřením politiky římské kurie.
Do Cařihradu přivezli legáti oba papežovy dopisy, prostoupené sebevědomou dikcí, která odkazuje ke starším precedentům. Císařovi papež např. píše, že jen papež je zmocněn rozdávat císařské koruny. Vyhrožuje, že „jestli bude patriarcha i nadále tvrdošíjný, mír mezi námi nebude možný“.
Císař, jemuž velice záleželo na tom, aby došlo ke smíru, byl vůči legátům úslužný a pozorný. Dobře je ubytoval, uspořádal na jejich počest slavnost, kde byl i patriarcha, vůči němuž se však chovali chladně. „Chtěli snad už nyní ukázat, že oni jsou výše než celá byzantská církevní hierarchie i s patriarchou a že přišli jen proto, aby soudili a rozhodovali“ (Bréhier, Le schisme oriental du XI siecle, Paris 1899, p. 107). Na oficiální návštěvě u patriarchy odevzdali papežův list a beze slova odešli. Patriarcha nevěřil vlastním očím.[zdroj?] O papežovi měl celkem jiné zprávy a mínění. Dospěl tedy k názoru, že list je podvrh. Dozvěděl se dále, že papež je vězněn a nebylo jasné, jak tedy mohl posílat legáty ani zda legáti vyjadřují papežův skutečný názor na věc. Navíc několik dní po příchodu legátů do Konstantinopole (15. 5.) papež zemřel, což dále zpochybnilo možnost legátů zastupovat mrtvého papeže.
Legáti však byli povzbuzeni císařovou vlídností a začali působit na veřejnosti. Pak Humbert sestavil pamflet s urážkami všeobecně váženého archimandrity Nikety Stethata, který zdvořile a s úctou vůči římské církvi polemizoval s latinskými novotami; z Humbertova psaného projevu se kromě jiného dozvěděl, že je „hlupák, vagabund, arcikacíř“ a že „pochází z nevěstince a ne z kláštera“, jeho jméno zkomolil tak, aby znělo jako „zvíře plazící se po břichu“; při tom všem ještě Humbert stihnul v tomtéž dopise zaútočit na byzantskou liturgickou praxi.
Císař se všemožně snažil situaci uklidnit. Stethata přesvědčil, aby kvůli míru své spisy veřejně hodil do ohně. Legáti jásali a všude prohlašovali, že Stethatos odvolal, což nebyla pravda. Patriarcha Michael se držel stranou a legáty ignoroval. Humbert připravil další traktát v podobném tónu jako předchozí, který napadal a „vyvracel“ onen list poslaný patriarchou do jižní Itálie. Patriarcha prohlásil, že má-li s delegáty polemizovat, tak jedině na širokém fóru – nejlépe na církevním sněmu. Na další provokaci Humberta, který rozšířil další list obhajující filioque, čímž pobouřil místní společnost, patriarcha opět zachoval mlčení a nadále legáty ignoroval (Runciman). Vystupování legátů vyznívalo jednoznačně: buď se východní církev úplně podrobí Římu anebo bude rozkol!
Když se Humbertovi nepodařilo patriarchu Michala vyprovokovat, došla mu trpělivost. Události pak šly rychlým tempem. Humbert napsal latinsky dekret, kterým jako zplnomocněnec římské stolice (a pravděpodobně na základě papežových instrukcí pro takový případ) uvalil na patriarchu Michala Kerularia a na všechny s ním stejně smýšlející prokletí. (Podotkněme, že o smrti papeže se už v Konstantinopoli vědělo.) S tímto drzým prohlášením se delegáti objevili zcela nečekaně v sobotu 16. července 1054 odpoledne v chrámu sv. Boží moudrosti (Hagia Sofia), kde zrovna začínaly bohoslužby a bylo zde shromážděno množství lidu. Obrátili se k lidem se žalobou proti jejich patriarchovi a položili na svatý prestol v oltáři svůj dekret. Pak rychle opustili chrám, na jeho prahu setřásli prach ze své obuvi se zvoláním „Bože pohleď a suď!“ (Exodus 5,21) Jeden z diákonů za nimi vyběhl s prosbou, aby se vrátili, a když odmítli, vyhodil jejich bulu na ulici.
Nejdříve všichni přítomní mlčeli, překvapeni tím, co se stalo. Mezitím přisluhující přinesli bulu a podali ji patriarchovi. Ten ji nejprve nechtěl přijmout, ale pak z obavy, aby nebyla publikována bez něho, převzal ji a nařídil, aby ji přeložili do řečtiny. Je v dějinách málo tak ubohých dokumentů, jako je tento. Bula obsahuje mj. toto:
„Svatá římská první apoštolská katedra, které jako hlavě náleží péče o všechny církve, rozhodla se … poslat nás do tohoto císařského města … Město (toto) je křesťanské a pravoslavné. Avšak Michal Kerularios, kterého neprávem nazývají patriarchou, a stoupenci jeho hlupáctví, naopak. Mezi nimi je zasévaný každodenně veliký plevel herezí.“ Dále vyvracejí legáti jeho údajné bludy způsobem, který připomíná nadávky z ulice:
- „Podobně jako simoniáni prodávají dar Boží“ (simonie čili svatokupectví, kvetla právě v západní církvi, jak legáti dobře věděli).
- „Podobně jako baleziáni vyklešťují přicházející a přesto z nich činí nejen kněze ale i biskupy“ (kastrace je kánony přísně zakázána; nicméně se pěstovala právě v Římě, na východě to bylo nemyslitelné).
- „Podobně jako ariáni znovu křtí ty, kdo byli pokřtěni ve jménu svaté Trojice, zejména latiníky“ (to nebyla v té době pravda)
- „Podobně jako mikulášenci dovolují služebníkům oltáře se ženit“ (nepřesné, protože ženatý muž se mohl stát knězem, ale vysvěcený kněz se nemohl oženit, tak je to v souladu s kánony a tak je v pravoslaví dodnes; naopak zakazovat ženatým mužům, aby se stávali kněžími, jak to začalo už tenkrát na Západě /jedna z věcí, kterou Východ kritizoval/, bylo už dříve kánony církevních sněmů odsouzeno) a
- řada dalších nepravd, zkomolenin i vyslovených hloupostí apod.
- „…Proto my legáti nestrpíme nespravedlivost a způsoby dopouštěné proti první apoštolské katedře, mocí svaté a nerozdílné Trojice a apoštolské katedry, všech svatých Otců, kteří byli na sedmi všeobecných sněmech, vyhlašujeme anathema (exkomunikaci, klatbu) na Michala a jeho společníky, kteří přebývají ve výše vzpomenutých bludech a pohoršeních, nechť jim je anathema se simoniány, balesiány… (atd.) a se všemi heretiky spolu s ďáblem a anděly jeho. Amen, amen, amen.“ (Migne, Patrologia latina, t. 143, col. 1002-1004; Runciman, Schisma).

### Přetrvávající neshody
Legáti rychle odcestovali z Konstantinopole po srdečném rozloučení s císařem, který se domníval, že jeho záměr politické dohody s papežem je na dobré cestě. Když patriarcha seznámil císaře s obsahem buly, císař nechtěl Kerulariovi věřit. Město se v tu dobu už bouřilo proti legátům, k nimž císař projevoval tak nevídané ohledy. Nakonec poslal císař posla, aby legáty dohonil a vyžádal si od nich originální latinskou verzi buly. Když si ji císař nechal znovu přeložit a přesvědčil, že patriarchův překlad je přesný, poslal dalšího posla, aby přiměl legáty k návratu do Konstantinoople, kde měli vysvětlit věc na církevním sněmu. V Cařihradu začaly lidové bouře, které hrozily císaři nejen ztrátou koruny, ale možná i hlavy. Legáti se do Konstantinopole na chvilku vrátili, ale ihned zase zmizeli. Císař potrestal všechny, kteří s legáty spolupracovali. Urážlivou bulu nechal císař spálit.
Patriarcha přikročil k jednání o bule. Na neděli 24. července svolal zvláštní sněm, jehož se zúčastnili biskupové z různých stran řecké církve; bylo mezi nimi 12 metropolitů. Na sněmu bylo konstatováno, že přijeli lidé ze Západu, prokleli patriarchu a všechny, kteří se postavili proti jejich doktríně o vycházení Svatého Ducha a proti jejich zvykům. Na závěr vyslovil sněm anathemu, která byla namířena proti Humbertovi a jeho pomocníkům, ale zformulovaná byla tak ohleduplně, aby bylo jasné, že se exkomunikace netýká přímo ani západní církve ani papeže.
Sněmovní akta vysvětlují situaci takto: „Jacísi nehodní lidé přišli z džungle Západu do království zbožnosti, do tohoto Bohem chráněného města, z něhož jako ze zřídla plynou vody čistého učení do končin země. Do toho města přišli jako hrom nebo jako bouře či jako hlad, ještě spíše jako divoké stádo, aby svrhli Pravdu…“ Sněmovní usnesení se postavilo na stanovisko encykliky patriarchy Fótia. Bylo posláno všem východním patriarchátům a všichni patriarchové je (s menšími výhradami antiochijského) přijali souhlasně. Od toho času skončilo církevní vzpomínání jména římského patriarchy v diptyších a na bohoslužbách po celém Východě (tj. byla přerušena církevní jednota celého Východu s Římem).
Humbert patřil až do své smrti (1061) k nejvlivnějším členům římské kurie. Jeden z jeho společníků na cestě do Konstantinopole (Fridrich) se později stal papežem (Štěpán IX.). K nejlepším Humbertovým přátelům patřil Hildebrandt, budoucí papež Řehoř VII.
Ačkoliv se objevují taková označení jako „Kerulariův rozkol“, „východní schisma“ apod., to byl Řím, kdo vstoupil do plného rozkolu s všeobecnou církví. Tvrzení, že se obě strany při rozkolu vzájemně proklely, je hrubě zjednodušené a zavádějící. Anathema uvalené Humbertem, které Řím ponechal v platnosti, se týkalo nejen patriarchy Michaela, ale všech, kteří s ním byli ve shodě, takže se (jak se hned ukázalo) týkala vlastně všech východních biskupů a východních věřících, kteří byli v Římě klasifikováni jako schismatici.
Anathema opačné, vydané poté konstantinopolským sněmem, bylo adresováno konkrétním osobám a nikoliv obecně, čímž východní církev ponechala otevřenou možnost smíru. Každý papež, který by byl ochoten uznat, že Humbert a jeho společníci jednali bez zplnomocnění své církve, by měl stále otevřenou cestu k opětovnému navázání církevního společenství. To se však nestalo. Západní církev se k Humbertovu činu sice oficiálně nevyjádřila, ale ani jej neodsoudila a neodvolala. To udělala až v současnosti, kdy jsou však církevní učení a praxe římských katolíků již natolik rozdílné a vzdálené od pravoslaví, že změna postoje Říma k Humbertovi a jeho činu nemá prakticky většího významu pro obnovení jednoty.
Samotné schisma nemělo ještě takový praktický dopad, jako spíše vývoj událostí, který mu předcházel i ho následoval v dalších staletích. Schisma bylo v praxi zpečetěno, když západní křesťané přepadli Konstantinopol při čtvrté křižácké výpravě (1204), kde vojáci se znakem kříže zabíjeli východní křesťany a zneucťovali a poskvrňovali nejhorším myslitelným způsobem pravoslavné svatyně.
Další pečetí na rozkolu bylo ustanovení latinského císařství a latinského patriarchátu na troskách křižáky přepadené Byzance. A stvrzením rozkolu byla řada pokusů o církevní unii pravoslavných s Římem, které jsou všechny vnímány na Východě jako pokus o duchovní znásilnění a porobení pravoslavných.